# 1685

## Esdeveniments
- 18 d'octubre: Promulgació de l'Edicte de Fontainebleau per Lluís XIV de França, revocant l'Edicte de Nantes.
- 29 d'octubre: Promulgació de l'Edicte de Potsdam per Frederic Guillem I de Brandenburg.

## Naixements
- 23 de febrer, Halle an der Saale, Saxònia-Anhalt, Alemanya: Georg Friedrich Händel, compositor (m. 1759).[1]
- 21 de març, Eisenach, Thuringia: Johann Sebastian Bach, compositor de música barroca (m. 1750).
- 1 d'octubre, Viena, Arxiducat d'Àustria: Carles V del Sacre Imperi Romanogermànic, arxiduc d'Àustria i rei d'Aragó amb el nom de Carles III.
- 26 d'octubre: Domenico Scarlatti, compositor italià (m. 1757).[2]

## Necrològiques
- 6 de gener, Magdeburg: Malachias Siebenhaar, compositor de música barroca distingit principalment com a autor de motets i madrigals {n. 1616).
- 6 de febrer: Carles II d'Anglaterra, rei d'Anglaterra, d'Escòcia i Irlanda.
- 22 de març: Go-Sai, emperador del Japó.[3]
- 14 d'abril, Londres: Thomas Otway, dramaturg anglès (n. 1652).
- 1 de juliol, Pequín, Xina: Nalan Xingde, poeta xinés (n. 1655)[4]